# Kanton Quimper-3
Der Kanton Quimper-3 war bis 2015 ein französischer Wahlkreis im Arrondissement Quimper, im Département Finistère und in der Region Bretagne; sein Hauptort war Quimper. 

## Geschichte
1793 entstand der Kanton Quimper. Dieser wurde 1973 in die Kantone Quimper-1 und Quimper-2 aufgeteilt. Die Aufteilung von Teilen der Stadt Quimper auf die Kantone Quimper-1, Quimper-2 und Quimper-3 bestand von 1985 bis 2015. Mit der Neugliederung der Kantone im Jahr 2015 verschwand der Kanton und sein Gebiet wurde den Kantonen Quimper-1 und Quimper-2 zugeschlagen.

## Gemeinden
Der umfasste Teile der Stadt Quimper und die Gemeinden Plomelin und Pluguffan. 
| Gemeinde            | Bretonisch | Einwohner (2022) | Fläche (km²) | Code postal | Code Insee |
| ------------------- | ---------- | ---------------- | ------------ | ----------- | ---------- |
| Plomelin            | Ploveilh   | 4216             | 26.08        | 29700       | 29170      |
| Pluguffan           | Pluguen    | 4229             | 32.09        | 29700       | 29216      |
| Quimper (teilweise) | Kemper     | -                | unbekannt    | 29000       | 29232      |
| Kanton              | Kemper-3   | 24.309           | unbekannt    | -           | 2952       |

## Bevölkerungsentwicklung
| 1990   | 1999   | 2006   | 2012   |
| ------ | ------ | ------ | ------ |
| 24.460 | 24.789 | 25.016 | 24.309 |